# Ptychadena mossambica
Espèce
Synonymes
- Rana mossambica Peters, 1854
- Rana vernayi FitzSimons, 1932

Statut de conservation UICN

 LC  : Préoccupation mineure
Ptychadena mossambica est une espèce d'amphibiens de la famille des Ptychadenidae.

## Répartition
Cette espèce est endémique du Sud-Est de l'Afrique. Elle se rencontre entre 200 et 1 200 m d'altitude en Afrique du Sud, dans l'est du Botswana, au Kenya, au Malawi, au Mozambique, en Namibie, au Swaziland, en Tanzanie, en Zambie et au Zimbabwe. Sa présence est incertaine en Angola,.

## Étymologie
Cette espèce est nommée en référence au lieu de sa découverte, le Mozambique.

## Publication originale
- Peters, 1854 : Diagnosen neuer Batrachier, welche zusammen mit der früher (24. Juli und 17. August) gegebenen Übersicht der Schlangen und Eidechsen mitgetheilt werden. Bericht über die zur Bekanntmachung geeigneten Verhandlungen der Königlich preussischen Akademie der Wissenschaften zu Berlin, vol. 1854, p. 614-628 (texte intégral).